# Герб Санта-Марії-да-Фейри
Ге́рб Са́нта-Марі́ї-да-Фе́йри — офіційний символ міста Санта-Марія-да-Фейра, Португалія. Використовується як територіальний герб. У синьому щиті срібний Фейрівський замок із червоними вікнами і брамою. Замок квадратний у перспективі, з чотирма баштами. Кожна башта увінчана п'ятьма срібними конусами, найбільший з яких посередині. Над замком висить срібна хмара, на якій стоїть Діва Марія, одягнена у червоне і  синій мафорій, із немовлятком Ісусом на руках. За ними золотий сяючий німб. Щит увінчує срібна мурована міська корона з п'ятьма вежами.  Під щитом біла стрічка, на якій великими літерами напис португальською: «Santa Maria da Feira» (Санта-Марія-да-Фейра).  Офіційно затверджений 14 серпня 1985 року. Створений на основі попереднього містечкового герба, ухваленого 11 серпня 1942 року. Замок символізує історію міста, а Діва Марія — покровительку, від якої походить його назва.

## Галерея

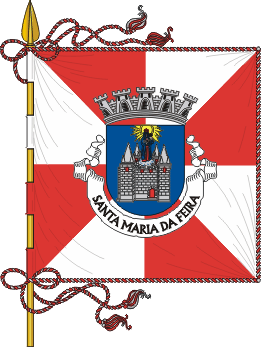
Прапор